# Brian Naithani
Brian Naithani (* 10. August 1982) ist ein deutscher Poolbillardspieler.

## Karriere
Nachdem Brian Naithani im Jahr 1999 bei der Jugend-EM Bronze im 14/1 endlos der Junioren gewonnen hatte, gewann er im Jahr 2000 Bronze im 8-Ball und wurde durch einen Finalsieg gegen Nikos Ekonomopoulos Junioren-Europameister im 14/1 endlos.
Im selben Jahr erreichte Naithani zudem das Finale der Junioren-Weltmeisterschaft. Dort unterlag er jedoch dem Schweizer Dimitri Jungo.
2001 hingegen gelang es ihm im Finale gegen den Taiwaner Chang Jung-Lin Junioren-Weltmeister zu werden.
Bei der Deutschen Meisterschaft desselben Jahres gewann Naithani Bronze im 8-Ball der Herren.
Bei der EM 2001 wurde Naithani mit der deutschen Nationalmannschaft Europameister.